# IEEE 802.10
IEEE 802.10 — это бывший стандарт сетевой безопасности, использовавшийся в локальных вычислительных сетях (LAN) и сетях мегаполисов (MAN) на основе протоколов IEEE 802.
Работа над IEEE 802.10 была прекращена в январе 2004 года, рабочая группа IEEE 802 в настоящее время не активна. Системы безопасности для беспроводных сетей находятся в процессе разработки в рамках 802.11i.
Протокол Cisco Inter-Switch Link (ISL) для поддержки VLAN в сети Ethernet и схожих сетевых технологий были основаны на IEEE 802.10, позже сетевая безопасность в протоколе стала осуществляться IEEE 802.1Q.
Стандарт состоит из 8 частей (a-h).